# No One is Too Small to Make a Difference
No One is Too Small to Make a Difference är en bok från 2019 av Greta Thunberg. Boken består av elva tal som Thunberg har framfört och som handlar om global uppvärmning och klimatförändring, alla skrivna av henne själv. Thunberg har framfört talen för bland annat FN, EU, World Economic Forum och på demonstrationer. Ett av hennes mer kända tal som återges i boken är Our House is On Fire.

## Bokens disposition
1. Our Lives are in Your Hands
(Klimatmarsch, Stockholm, 8 september 2018)
2. Almost Everything is Black and White
(Declaration of Rebellion, Extinction Rebellion, Parliament Square, London, 31 oktober 2018)
3. Unpopular
(FN:s klimatkonferens 2018, Katowice, Polen, 15 december 2018)
4. Prove Me Wrong
(World Economic Forum, Davos, 22 januari 2019)
5. Our House is On Fire
(World Economic Forum, Davos, 25 januari 2019)
6. I'm Too Young to Do This
(Facebook, Stockholm, 2 februari 2019)
7. You're Acting Like Spoiled, Irresponsible Children
(Europeiska ekonomiska och sociala kommittén, Bryssel, 21 februari 2019)
8. A Strange World
(Film- och TV-priset Goldene Kamera, Berlin, 30 mars 2019)
9. Cathedral Thinking
(Europaparlamentet, Strasbourg, 16 april 2019)
10. Together We are Making a Difference
(Extinction Rebellions demonstration, Marble Arch, London, 23 april 2019)
11. Can You Hear Me?
(Storbritanniens parlamentsbyggnad, London, 23 april 2019)

## Utgåva
- Thunberg, Greta (2019). No One is Too Small to Make a Difference. London: Penguin Books. Libris fqj3cc46cwk9fhm2. ISBN 9780141991740